# Tài nguyên không tái tạo

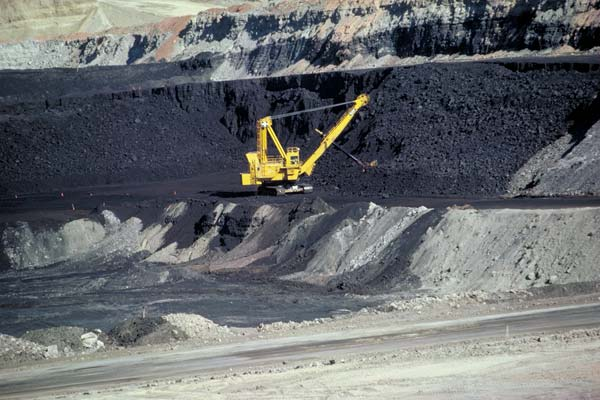
Một mỏ than đá ở Wyoming, Hoa Kỳ. Than đá, hình thành trong hàng triệu năm, là một nguồn tài nguyên có hạn và không thể tái tạo theo quỹ thời gian của con người.

Tài nguyên không tái tạo (tiếng Anh: non-renewable resource, hoặc finite resource, còn gọi là tài nguyên không có khả năng phục hồi, tài nguyên không phục hồi được, tài nguyên không thể tái tạo, tài nguyên không có khả năng tái tạo) là một nguồn tài nguyên thiên nhiên không thể thay thế dễ dàng bằng các phương tiện tự nhiên với tốc độ đủ nhanh để theo kịp mức tiêu thụ. Theo nghĩa này, tài nguyên không tái tạo không có nghĩa là không thể tái tạo lại được mà là tốc độ tái tạo quá lâu  khiến con người không thể sử dụng lại nguồn tài nguồn theo mặt thời gian. Trái với nguồn tài nguyên này là tài nguyên tái tạo.
Một ví dụ điển hình của tài nguyên không tái tạo là nhiên liệu hóa thạch dựa trên carbon. Chất hữu cơ ban đầu, với sự trợ giúp của nhiệt và áp suất qua thời gian lâu dài, sẽ trở thành nhiên liệu như: dầu hoặc khí. Các khoáng vật trên Trái Đất và kim loại quặng, nhiên liệu hóa thạch (than đá, dầu mỏ, khí thiên nhiên) và nước dưới đất ở các tầng ngậm nước được xem là các tài nguyên không tái tạo, mặc dù các nguyên tố hóa học đơn lẻ luôn được bảo tồn (ngoại trừ trong các phản ứng hạt nhân).